# منجونغ ملك غوريو
الملك منجونغ (ولد في 29 ديسمبر 1019، ومات في 2 سبتمبر 1083، وحكم من 1046 إلى 1083) هو حاكم سلالة غوريو الأحد عشر في كوريا.

## حياته
ولد الملك منجونغ في سنة 1019 وحكم من سنة 1046 بعد وفاة شقيقه الأكبر الملك جونغجونغ الثاني حتى وفاته في سنة 1083. خلال عهده استولت الحكومة المركزية في غوريو على كامل القوة والسلطة التنفيذية من أيدي الأسياد المحليين. ركز الملك منجونغ ومن أتى بعده من الملوك على القيادة المدنية بدلاً من السلطة العسكرية. قام الملك منجونغ بتوسيع حدود كوريا لتصل إلى نهر يالو ونهر تومين. بعد ذلك أنشأ الملك منجونغ مقاطعتين عسكريتين على طول الحدود الشمالية ووضع بها قواته للدفاع عن المملكة.
ابن منجونغ الرابع المدعو ويتشون (ولد في 1055) أصبح راهباً بوذياً وأسس تشونتاي وهي مدرسة بوذية مستقلة.

## الأسرة
- الأب: الملك هيونجونغ (بالهانغل: 현종 | بالهانجا: 顯宗)، (ولد في 992 ومات في 1031، وحكم من سنة 1009 إلى نهاية حكمه).
- الملكة الأم: الملكة وونهي (بالهانغل: 원혜왕후 | بالهانجا: 元惠太后)، (ولدت في ؟ وماتت في 1022).

### الزوجات والأبناء
- الملكة: الملكة إنبيونغ (بالهانغل: 인평왕후 | بالهانجا: 仁平王后) - ابنة الملك هيونجونغ من الملكة وونسونغ.
- الملكة: الملكة إنيي (بالهانغل: 인예왕후 | بالهانجا: 仁睿王后)، (ولدت في ؟ وماتت في 1092) - ابنة إي جا يون الأولى.
  - ابن: الملك سنجونغ (بالهانغل: 순종 | بالهانجا: 順宗)، (ولد في 1047 ومات في 1083 ، وحكم من 1083 لأقل من سنة).
  - ابن: الملك سونجونغ (بالهانغل: 선종 | بالهانجا: 宣宗)، (ولد في 1049 ومات في 1094، وحكم من 1083 إلى 1094).
  - ابن: الملك سكجونغ (بالهانغل: 숙종 | بالهانجا: 肅宗)، (ولد في 1054 ومات في 1105، وحكم 1095 إلى 1105).
  - ابن: ويتشون (بالهانغل: 의천 | بالهانجا: 義天)، (ولد في 1055 ومات في 1101).
  - ابن: سانغانغونغ (بالهانغل: 상안공 | بالهانجا: 常安公)، (ولد في ؟ ومات في 1095).
  - ابن: دوساينغ سنغتونغ (بالهانغل: 도생승통 | بالهانجا: 道生僧統).
  - ابن: غموانغهو (بالهانغل: 금관후 | بالهانجا: 金官侯)، (ولد في ؟ ومات في 1092).
  - ابن: بيونهانهو (بالهانغل: 변한후 | بالهانجا: 卞韓侯)، (ولد في ؟ ومات في 1086).
  - ابن: ناغرانغهو (بالهانغل: 낙랑후 | بالهانجا: 樂浪侯)، (ولد في ؟ ومات في 1083).
  - ابن: تشونغهيسجوا (بالهانغل: 총혜수좌 | بالهانجا: 聰惠首座)
  - ابنة: جوكغيونغ غنغجو (بالهانغل: 적경궁주 | بالهانجا: 積慶宮主)، (ولدت في ؟ وماتت في 1113).
  - ابنة: بوريونغ غنغجو (بالهانغل: 보령궁주 | بالهانجا: 保寧宮主)، (ولدت في ؟ وماتت في 1113).
- عقيلة: إنغيونغهيونبي (بالهانغل: 인경현비 | بالهانجا: 仁敬賢妃) - ابنة إي جا يون الثانية، وأنجبت:
  - ابن: يانغهون وانغ (بالهانغل: 양헌왕 | بالهانجا: 禳憲王)، (ولد في ؟ ومات في 1099).
    - حفيد: غانغرنغونغ (بالهانغل: 강릉공 | بالهانجا: 江陵公)، (ولد في ؟ ومات في 1146 - والد كل من الملكة جانغيونغ زوجة الملك ويجونغ، والملكة غوانغجونغ زوجة الملك ميونغجونغ، والملكة سونجونغ زوجة الملك شنجونغ.

  - ابن: بيوغونغ (بالهانغل: 부여공 | بالهانجا: 扶餘公)، (ولد في ؟ ومات في 1112).
  - ابن: جنهانغونغ (بالهانغل: 진한공 | بالهانجا: 辰韓公)، (ولد في ؟ ومات في 1099.
- عقيلة: إنجولهيونبي (بالهانغل: 인절현비 | بالهانجا: 仁節賢妃)، (ولدت في ؟ وماتت في 1082) - ابنة إي جا يون الثالثة.
- عقيلة: إنموكدوكبي (بالهانغل: 인목덕비 | بالهانجا: 仁穆德妃)، (ولدت في ؟ وماتت في 1094).

## الاسم الكامل بعد الوفاة
- 강정명대장성인효대왕.
- 剛定明大章聖仁孝大王.
- غانغجونغ ميونغداي جانغسونغ إنهيو دايوانغ.